# Atlantic Avenue
Atlantic Avenue – stacja metra nowojorskiego, na linii L. Znajduje się w dzielnicy Brooklyn, w Nowym Jorku i zlokalizowana jest pomiędzy stacjami Broadway Junction i Sutter Avenue. Została otwarta 4 lipca 1889.